# Tim Walz
Timothy James Walz (West Point, Nebraska, 1964. április 6. –) amerikai politikus, főtörzsőrmester és tanár, aki 2019 óta Minnesota 41. kormányzója. A Demokrata–Gazda–Munkáspárt (DFL) tagja, Minnesota első kerületét képviselte az Egyesült Államok Képviselőházában 2007 és 2019 között. A 2024-es elnökválasztáson a demokraták alelnökjelöltje.

## Életpályája
A Nebraska állambeli kisvárosban, West Pointban született, s egy még kisebb településen, Buttéban nevelkedett. Miután befejezte a gimnáziumot, 1981-ben belépett az Amerikai Egyesült Államok hadseregébe, melynek 2005-ig tagja maradt.
Édesapját 19 évesen vesztette el tüdőrákban, elmondása szerint a tragédia formálta meg az egészségügyről alkotott nézeteit. 1989-ben diplomázott a Chadroni Állami Főiskolán társadalmi tanulmányok szakon; pedagógiai diplomáját később, a Minnesotai Állami Egyetemen szerezte, 2001-ben. 1989-ben megválasztották az év polgárkatonájának Nebraskában. Alapszakos diplomájának megszerzése után egy évet töltött Kínában, mialatt pedagógusként dolgozott. Ezalatt az idő alatt mandarinul is megtanult. Visszatértét követően Nebraskában kezdett el tanítani, itt ismerte meg későbbi feleségét. A pár 1996-ban  Minnesotába költözött, ahol mindketten a Mankato West High Schoolban kezdtek tanítani; Walz edzőként is tevékenykedett.
2001-ben, a szeptember 11-i támadásokat követően hét hónapot töltött Európában katonaként. 2004-ben szerezte első politikai kinevezését, John Kerry elnöki kampányában. Erre azután kapta a kedvet, miután tanulóit nem engedték be egy, a Bush elnök kampánya által szervezett eseményre, mivel a biztonságiak egyikőjüknél egy Kerryt ábrázoló jelvényt találtak.
2005-ben indult egy kiemelkedően republikánus körzet képviselőségéért, s a 2006-os választáson legyőzte a hat terminust szolgált Gil Gutknechtet. Walzot ötször választották újra, Minnesota déli, vidéki területét képviselte, Iowa határán. 2019-ben vonult vissza a képviselőségtől, hogy elinduljon a kormányzóválasztáson. 
2018. november 6-án Walzot megválasztották az állam kormányzójának, Hennepin megye republikánus biztosát, Jeff Johnsont győzte le. 2022-ben újraválasztották.

## Politikája
Minnesota kormányzójaként 2019-ben aláírt egy törvényjavaslatot, mely legalizálta a kannabisz-használatot az államban. Bár támogatja az amerikai lakosság fegyvertartási jogát, később annak korlátozását is támogatta. Az LMBTQ-közösség jogainak és diszkrimináció ellenes törvények, illetve a nők abortuszhoz való jogának támogatója. Ehhez kapcsolódóan 2023-ben törvényben rögzítette az abortuszhoz való jogot Minnesotában. 2023-ban az államban kötelezővé tette iskolák számára, hogy minden diák hozzáférhessen menstruációs higiéniai termékekhez. Képviselői terminusa során hangsúlyt helyezett a választókerületének fontos közgazdasági javaslatok támogatására.

## Magánélete
Walz 1994-ben házasodott össze Gwen Whipple-el, akivel két gyermekük van, Hope és Gus.